# Amazona dufresniana
L'amazzone guance blu (Amazona dufresniana Shaw, 1812) è un uccello della famiglia degli Psittacidi.
La specie è distribuita nella parte nord est del Sudamerica, Guyana, Suriname, Venezuela e parte del Brasile.
Di colore prettamente verde scarico, con la testa colorata frontalmente di rosso che degrada verso l'arancio, gialle le redini che dall'occhio vanno fino al becco, le guance sono blu. Il becco è color avorio. Nel maschio i colori della testa sono più intensi.
È un animale protetto dalle convenzioni internazionali, in quanto la cattura indiscriminata nel passato e l'attuale perdita di habitat ne hanno ridotto notevolmente il numero allo stato selvatico.